# Мариото (Бари)
Мариото (итал. Mariotto) је насеље у Италији у округу Бари, региону Апулија.
Према процени из 2011. у насељу је живело 1473 становника. Насеље се налази на надморској висини од 241 м.